# Pentatlo moderno nos Jogos Pan-Americanos de 1963
As competições de pentatlo moderno nos Jogos Pan-Americanos de 1963 foram realizadas em São Paulo, Brasil. Esta foi a quarta edição do esporte nos Jogos Pan-Americanos, tendo sido disputado apenas entre os homens.

## Resultados

### Masculino
| Resultados: | Ouro                         | Prata                          | Bronze                       |
| Individual  | Robert Beck · Estados Unidos | Richard Stoll · Estados Unidos | James Moore · Estados Unidos |
| Equipes     | USA Estados Unidos           | BRA Brasil                     | MEX México                   |

## Quadro de medalhas
| Posição | Nação              |   |   |   | Total |
| ------- | ------------------ | - | - | - | ----- |
| 1       | USA Estados Unidos | 2 | 1 | 1 | 4     |
|         | BRA Brasil         | 0 | 1 | 0 | 1     |
| 3       | MEX México         | 0 | 0 | 1 | 1     |
| Total   | Total              | 2 | 2 | 2 | 6     |